# Tony Woodcock (rugbysta)
Tony Woodcock (ur. 27 stycznia 1981 w Helensville) – nowozelandzki rugbysta grający na pozycji filara młyna, reprezentant kraju, dwukrotny zdobywca Pucharu Świata, siedmiokrotny zwycięzca Pucharu Trzech Narodów/The Rugby Championship, trzykrotny mistrz świata juniorów.

## Kariera klubowa
Grać w rugby zaczął w wieku siedmiu lat w Helensville Rugby Club przechodząc przez wszystkie szczeble juniorskie aż do seniorskiego składu, następnie związany był z klubem Marist North Harbour. Otrzymał powołanie do prowadzonego przez Wayne’a Shelforda zespołu reprezentującego w rozgrywkach National Provincial Championship region North Harbour wkrótce stając się jego stałym punktem. W ciągu czterech sezonów nie opuścił żadnego ze spotkań, a w dwóch z nich nawet minuty, w kolejnych latach jego występy były zaś sporadyczne ze względu na grę w reprezentacji kraju – zdobył z nim jednak Ranfurly Shield w roku 2006. Łącznie w regionalnych barwach zagrał w 54 meczach.
W roku 2000 trenował z juniorskim zespołem Auckland Blues, zaś od roku 2002 występował w jego seniorskiej drużynie w rozgrywkach Super 12. Nie licząc sezonu 2013, kiedy to grał dla Highlanders, pozostał z nią związany przez całą karierę, którą zakończył wspólnie z Kevenem Mealamu wraz z końcem sezonu 2015 zaliczywszy w rozgrywkach Super 12/14/Rugby 137 występów dla Blues oraz 12 dla Highlanders.

## Kariera reprezentacyjna
Po raz pierwszy reprezentował kraj w 1997 roku w zespole U-16, następnie pięciokrotnie uczestniczył w juniorskich mistrzostwach świata z każdych przywożąc medal. Z kadrą U-19 zwyciężył w 1999, rok później zdobywając brąz, zaś z reprezentacją U-21 trzykrotnie plasował się na podium – na pierwszym miejscu w 2000 i 2001 oraz trzecim w 2002.
W seniorskiej kadrze zadebiutował w roku 2002 podczas wyprawy do Europy, jednak stałe miejsce w składzie zyskując w 2004 roku po przełomowym występie przeciw Francji. Wraz z nią pokonał British and Irish Lions podczas ich tournée w 2005, wystąpił w dziewięciu edycjach Tri Nations/The Rugby Championship, w których All Blacks triumfowali siedmiokrotnie, czy też w większości spotkań zakończonego samymi zwycięstwami reprezentacyjnego sezonu 2013. Zagrał także w trzech Pucharach Świata: w 2007 All Blacks niespodziewanie odpadli w ćwierćfinale, triumfowali jednak cztery lata później, a Woodcock zdobył jedyne przyłożenie swojej drużyny w finałowym pojedynku, Nowozelandczycy powtórzyli ten sukces także w roku 2015.
W sierpniu 2010 roku swym sześćdziesiątym siódmym występem pobił rekord Grega Somerville'a w liczbie występów na pozycji filara, zaś trzy lata później został czwartym w historii reprezentantem Nowej Zelandii, który wystąpił w stu testmeczach. Karierę reprezentacyjną zakończył po kontuzji odniesionej w fazie grupowej Pucharu Świata 2015 po 118 testmeczach, w których jedynie trzynastokrotnie wszedł na boisko z ławki rezerwowych, a w jej trakcie zdobył pięćdziesiąt punktów – wszystkie z przyłożeń.

## Varia
- Prowadził farmę w pobliżu Kaukapakapa[19][1].
- W roku 2016 otrzymał New Zealand Order of Merit[32][33].